# Helga Schneider
Helga Schneider (Steinberg, 17 novembre 1937) è una scrittrice tedesca naturalizzata italiana che compone le sue opere in lingua italiana.
Alcuni dei suoi libri sono stati tradotti in varie lingue.

## Biografia
Nasce nel 1937 in Slesia, territorio tedesco che dopo la seconda guerra mondiale sarà assegnato alla Polonia. Nel 1941 Helga e suo fratello Peter, rispettivamente di 4 anni e 19 mesi, con il padre già al fronte, vengono abbandonati a Berlino dalla madre che arruolatasi come ausiliaria nelle SS diverrà guardiana al campo femminile di Ravensbrück e successivamente a quello di Auschwitz-Birkenau.
Helga e Peter vengono accolti nella lussuosa villa della sorella del padre, zia Margarete (dopo la guerra morirà suicida), in attesa che la nonna paterna arrivi dalla Slesia per occuparsi dei nipoti. La donna accudisce i bambini per circa un anno nell'appartamento situato a Berlin-Niederschönhausen (Pankow), dove i piccoli avevano vissuto in precedenza con i genitori.
Durante una licenza dal fronte, il padre conosce una giovane berlinese, Ursula, e nel 1942 decide di sposarla. Ma la matrigna accetta solo il piccolo Peter e fa internare Helga prima in un istituto di correzione per bambini difficili, e poi in un collegio per ragazzi indesiderati dalle famiglie, o provenienti da nuclei familiari falliti.
Dal collegio, che si trova a Oranienburg-Eden, presso Berlino, nell'autunno del 1944 la zia acquisita Hilde (sorella della matrigna), riconduce Helga in una Berlino ormai ridotta a un cumulo di rovine e macerie. Dagli ultimi mesi del 1944 fino alla fine della guerra, Helga e la sua famiglia sono costretti a vivere in una cantina a causa dei continui bombardamenti effettuati dagli inglesi e dagli americani, patendo il freddo e la fame.
Nel dicembre del 1944 Helga e suo fratello Peter, per via della zia Hilde collaboratrice nell'ufficio di propaganda del ministro Joseph Goebbels, vengono scelti, insieme a molti altri bambini berlinesi, per essere "i piccoli ospiti del Führer", null'altro che un'operazione propagandistica escogitata da Goebbels, che li porterà nel famoso bunker del Führer dove incontreranno Adolf Hitler in persona, descritto dalla scrittrice come un uomo vecchio, con uno sguardo ancora magnetico ma dal passo strascicato, la faccia piena di rughe e la stretta di mano molle e sudaticcia.
Nel 1948 Helga e famiglia rimpatriano in Austria stabilendosi in un primo momento ad Attersee am Attersee, accolti dai nonni paterni.
Dal 1963 Helga vive in Italia, a Bologna.
Nel 1971, venuta a sapere dell'esistenza ancora in vita della madre che l'aveva abbandonata sente il desiderio di andarla a visitare a Vienna, dove vive la donna. Scoprirà che la madre, condannata dal Tribunale di Norimberga a sei anni di carcere come criminale di guerra, dopo 30 anni non ha rinnegato nulla del suo passato, di cui conserva orgogliosamente come caro ricordo la divisa di SS che vorrebbe che Helga indossasse, e vuole regalarle gioielli di ignota provenienza. Stravolta da quell'incontro tuttavia Helga vorrà, con gli stessi risultati, tornare a trovare la madre nel 1998. Da questo secondo incontro, negativo e traumatico a causa della fede irriducibile della madre nell'ideologia nazista, nasce il libro Lasciami andare, madre uscito in Italia nel 2001.
Nel 2004 dal suo romanzo Lasciami andare, madre è stata tratta la pièce teatrale diretta da Lina Wertmüller e interpretata da Roberto Herlitzka e Milena Vukotic.
Nel 2017 la regista e sceneggiatrice scozzese Polly Steele ha realizzato un film sulla scrittrice intitolato Let me go, presentato all'Edinburgh International Film Festival.

## Opere letterarie
- La bambola decapitata (Pendragon, Bologna, 1993)
- Il rogo di Berlino (Adelphi, Milano, 1995)
- Porta di Brandeburgo (Rizzoli, Milano, 1997)
- Il piccolo Adolf non aveva le ciglia (Rizzoli, Milano, 1998)
- Lasciami andare, madre (Adelphi, Milano, 2001); edizione scolastica: Loescher, Torino, 2014
- Stelle di cannella (Salani, Milano, 2002); edizione scolastica: Mursia Scuola, Milano, 2004
- L'usignolo dei Linke (Adelphi, Milano, 2004)
- L'albero di Goethe (Salani, Milano, 2004)
- Io, piccola ospite del Führer (Einaudi, Torino, 2006)
- Il piccolo Adolf non aveva le ciglia (Einaudi, Torino, 2007)
- Heike riprende a respirare (Salani, Milano, 2008); edizione tascabile: TEA, Milano, 2011
- La baracca dei tristi piaceri (Salani, Milano 2009); edizione tascabile: TEA, Milano, 2022
- Rosel e la strana famiglia del signor Kreutzberg (Salani, Milano, 2010); edizione tascabile: TEA, Milano, 2012
- I miei vent'anni (Salani, Milano, 2013)
- L'inutile zavorra dei sentimenti (Salani, Milano, 2015)
- Un amore adolescente  (Salani, Milano, 2017)
- Per un pugno di cioccolata e altri specchi rotti (Oligo Editore, Mantova, 2019)
- Bruceranno come ortiche secche. Relazioni pericolose ai tempi di Adolf (Oligo Editore, Mantova, 2021)
- In nome del Reich (Oligo Editore, Mantova, 2022)
- Un balcone con vista Bismarckstrasse (Solferino, Milano, 2023)
- Hitler. Mai prima di mezzogiorno (Oligo Editore, Mantova, 2025)

## Teatro
- 2004 - Lasciami andare, madre, regia di Lina Wertmüller.

## Filmografia
- 2017 - Let me go, regia di Polly Steele.

## Premi e riconoscimenti
- Nel 1996 ha vinto il Premio Rapallo Carige con il libro Il rogo di Berlino.
- Nel 2000 ha vinto con il libro Il piccolo Adolf non aveva le ciglia la XIV edizione del Premio Letterario Chianti.[7]
- Nel 2003 con il libro Stelle di cannella ha vinto il Premio Elsa Morante - Ragazzi.[8]
- Nel 2010 ha vinto il Premio ANPI "Renato Benedetto Fabrizi" perché «propone ai cittadini del mondo e alle nuove generazioni la propria vicenda e quella della propria gente nel momento più buio della storia e dell'umanità».[9]
- Nel 2015 è stata insignita del Premio Ceppo per l'Infanzia e l'Adolescenza.[10]